# Virginia Grey
Virginia Grey (Edendale, California, 22 de marzo de 1917-Woodland Hills, California, 31 de julio de 2004) fue una prolífica actriz estadounidense que apareció en más de 100 películas y numerosos programas de televisión desde la década de 1930 hasta principios de la década de 1980.

## Biografía
Nació en Edendale, California, siendo la menor de tres hijas del director de cine Ray Grey. Una de sus primeras niñeras fue la estrella de cine Gloria Swanson. Debutó a los 10 años en la película muda  La cabaña del tío Tom de 1927, como Little Eva. Y continuó actuando durante unos cuantos años, pero luego dejó rodar durante tres años con el fin de terminar su educación.
Grey hizo entrenamiento de enfermería y regresó al cine en la década de 1930 con papeles y el trabajo como extra, hasta que finalmente firmó un contrato con la Metro-Goldwyn-Mayer ( MGM), apareciendo en varias películas, entre ellas The Hardys Ride High (1939), Otra cena de los acusados (1939), Hullabaloo (1940), y Tienda de locos (1941).
Dejó MGM en 1942, y firmó con varios diferentes estudios de cine a lo largo de los años, trabajando de manera constante. Durante los años 1950 y 1960, el productor Ross Hunter la incluyó con frecuencia en sus melodramas populares, tales como All That Heaven Allows, Back Street y La mujer X de 1966.
Mantuvo una relación intermitente con Clark Gable en la década de 1940. Después de que la esposa de Gable Carole Lombard muriese y él volviera del servicio militar, Gable y Grey se veían a menudo, juntos en restaurantes y discotecas. Muchos, incluyendo la propia Virginia, esperaba para casarse con ella, con la prensa rosa esperando un anuncio de boda. Fue una gran sorpresa cuando Gable se casó apresuradamente con Sylvia Ashley en 1949, dejándole su corazón roto. Gable se divorció de Ashley en 1952. Sin embargo, nunca se reavivó su romance y los amigos de Grey dicen que con esperanza lo esperaba y así nunca se casó.
Fue una presencia televisiva habitual en los años 1950 y 1960, apareciendo en Playhouse 90, U.S. Mariscal, Electric Theater General, The DuPont Show with June Allyson, Your Show of Shows, Red Skelton, Wagon Train, Bonanza, Marcus Welby, MD, Love, American Style, La ley de Burke, El virginiano, Peter Gunn, Ironside y muchos otros.
Fue interpretada por Anna Torv en la miniserie de HBO The Pacific.

## Filmografía
- La cabaña del tío Tom (1927)
- The Michigan Kid (1928)
- Heart to Heart, de William Beaudine (1928)
- Jazz Mad (1928)
- Misbehaving Ladies (1931)
- Palmy Days (1931)
- Secrets (1933)
- Dames, de Ray Enright y Busby Berkeley (1934)
- The St. Louis Kid (1934)
- The Firebird, de William Dieterle (1934)
- Gold Diggers of 1935, de Busby Berkeley (1935)
- Ella consigue a su hombre (1935)
- El gran Ziegfeld (1936)
- Old Hutch (1936)
- Our Relations, con Laurel y Hardy (1936)
- Valle Secreto (1937)
- Bad Guy (1937)
- Rosalie (1937)
- The Canary Comes Across (1938, cortometraje)
- Piloto de pruebas (1938)
- Billy Rose's Casa Mañana Revue (1938, cortometraje)
- Snow Gets in Your Eyes (1938, cortometraje)
- Ladies in Distress (1938)
- The Shopworn Angel, de H. C. Potter (1938)
- Rich Man, Poor Girl (1938)
- Los jóvenes toman un Fling (1938)
- Dramatic School (1938)
- El placer del idiota (1939)
- Broadway Serenade (1939)
- Andy Hardy (1939)
- Mujeres (1939)
- Thunder Afloat (1939)
- Another Thin Man (1939)
- Tres hurras por los irlandeses (1940)
- El capitán es una mujer (1940)
- The Golden Fleecing (1940)
- Hullabaloo (1940)
- Mantener la empresa (1940)
- Blonde Inspiration, de Busby Berkeley (1941)
- Washington Melodrama (1941)
- Tienda de locos (1941)
- Whistling in the Dark (1941)
- Mr. and Mrs. North (1942)
- Grand Central Murder (1942)
- Tarzán en Nueva York, de Richard Thorpe (1942)
- Bells of Capistrano (1942)
- Tish (1942)
- Secrets of the Underground (1942)
- Idaho (1943)
- Stage Door Canteen, de Frank Borzage (1943)
- La Dulce Rosie O'Grady (1943)
- Strangers in the Night, de Anthony Mann (1944)
- Grissly's Millions (1945)
- Flame of Barbary Coast (1945)
- Blonde Ransom, de William Beaudine (1945)
- Los hombres en su diario (1945)
- Suave como la seda (1946)
- House of Horrors, de Jean Yarbrough (1946)
- Swamp Fire (1946)
- Wyoming (1947)
- Unconquered, de Cecil B. DeMille (1947)
- Así que esto es Nueva York (1947)
- Glamour Girl (1948)
- ¿Quién mató a Doc Robbin? (1948)
- Isla desconocida (1948)
- Leather Gloves (1948)
- Jungle Jim (1948)
- Mexican Hayride (1948)
- The Threat, de Felix E. Feist (1949)
- Highway 301 (1950)
- The Magnavox Theater, episodio "The Hurricane at Pilgrim Hill" (1950, serie de televisión)
- Three Desperate Men, de Sam Newfield (1951)
- Bullfighter and the Lady, de Budd Boetticher (1951)
- Masacre Trail (1951)
- Desert Pursuit (1952)
- Un viaje peligroso (1953)
- Fighting Lawman (1953)
- Capitán Scarface (1953)
- The Forty-Niners (1954)
- Target Earth (1954)
- El mar eterno (1955)
- The Last Command, de Frank Lloyd (1955)
- La rosa tatuada (1955)
- All that Heaven Allows, de Douglas Sirk (1955)
- Acusado de asesinato (1956)
- Crime of Passion, de Gerd Oswald (1957)
- Jeanne Eagels, de George Sidney (1957)
- The Restless Years, de Helmut Käutner (1958)
- No Name on the Bullet, de Jack Arnold (1959)
- Portrait in Black, de Michael Gordon (1960)
- Tammy, dime la verdad (1961)
- Back Street (1961)
- Bachelor in Paradise (1961)
- Song Flower Drum (1961)
- Black Zoo (1963)
- The Naked Kiss, de Samuel Fuller (1964)
- El amor tiene muchos rostros, de Alexander Singer (1965)
- La mujer X (1966)
- Rosie! (1967)
- Aeropuerto (1970)
- La vida de Jenny Dolan (1975)
- The Moneychangers (1976)